# BED (曲)
『BED』（ベッド）は、日本の女性歌手、DOUBLEの3枚目のシングル（3rd Single）。

## 概要
- 1998年第3弾シングル。10月21日にリリース。全4曲収録。
- 「BED」は、松尾潔プロデュースによるR&Bナンバー。
- 収録されたリミックスでは、実の兄弟であるMummy-DとKOHEI JAPANとの姉妹・兄弟の共演となった。
- カップリング曲「MY SISTA」は、アルバム未収録。
- JASMINEがシングル「High Flying」のカップリングで「BED」をカバーした。
- BREATHEがシングル「So High」のカップリングで「BED」をカバーした。

## 収録曲
| CD |                                                                             |                                                     |      |
| 1  | BED (ORIGINAL)                                                              | DOUBLE / Maestro-T / K.Matsuo                       | 5:13 |
| 2  | BED (DOUBLES) featuring Mummy-D from RHYMESTER and Kohei from MELLOW YELLOW | DOUBLE / Maestro-T / K.Matsuo / D.Sakama / K.Kasama | 5:22 |
| 3  | MY SISTA                                                                    | DOUBLE / Maestro-T / K.Matsuo                       | 5:30 |
| 4  | BED (ORIGINAL Instrumental)                                                 |                                                     | 5:30 |

### 公式作品ページ
- BED - 公式サイト（DOUBLE GROOVE SITE）
- BED - 公式サイト（DOUBLE | ARTIMAGE OFFCIAL WEBSITE）
- BED - 公式サイト（DOUBLE | FOR LIFE MUSIC ENTERTAINMENT,INC.）
- BED（配信） - 公式サイト（DOUBLE | FOR LIFE MUSIC ENTERTAINMENT,INC.）
- BED - 『10 YEARS BEST WE R&B』スペシャルサイト（DOUBLE10YEARS.COM）